# عصارخانه زمانیان
عصار خانه زمانیان مربوط به دوره قاجار است و در نجف‌آباد، میدان باغ ملی، خیابان امام خمینی، نبش کوچه خرسندی واقع شده و این اثر در تاریخ ۳۰ تیر ۱۳۸۴ با شمارهٔ ثبت ۱۲۲۹۷ به‌عنوان یکی از آثار ملی ایران به ثبت رسیده است.